# Iktic-Jetique
Iktic Tourettevereniging Belgie VZW – Jetique Association Tourette Belge ASBL, kort gezegd Iktic-Jetique, is een Belgische organisatie die zich inzet voor mensen met het syndroom van Gilles de la Tourette, ticstoornissen, en hun omgeving. De vereniging werd opgericht in 2014 en heeft als doel het begrip, de acceptatie en de ondersteuning van personen met deze neurologische aandoening te bevorderen.

## Doelstellingen
De vereniging biedt ondersteuning en informatie aan personen die te maken hebben met tics en het syndroom van Gilles de la Tourette. Ze zijn bereikbaar via mail, telefoon, en diverse media-kanalen voor vragen of informatie. Iktic-Jetique organiseert evenementen voor verschillende doelgroepen (kinderen en volwassenen met Tourette, ouders en familie van iemand met Tourette...) en biedt daarnaast ook trainingen en lezingen aan voor leerkrachten, scholen, zorgprofessionals en iedereen met belangstelling.

## Opstart Jetique in Wallonië
In maart 2021 werd Iktic - toen nog volledig Nederlandstalig - uitgebreid naar Wallonië. Iktic werd herdoopt tot Iktic-Jetique en werd zo de Belgische Tourettevereniging.
In 2024 werd de “ligne d’écoute Tourette” beschikbaar gesteld, een telefoonlijn die informatie verstrekt over Tourette in het Frans en Engels. Daarnaast werd de website vernieuwd en in drie talen beschikbaar gesteld (Nederlands, Frans en Engels).

## Samenwerking met wetenschappelijk onderzoek
Iktic-Jetique vindt het belangrijk te werken met een wetenschappelijke basis. Ze raadt regelmatig haar leden en vrijwilligers aan om deel te nemen aan wetenschappelijke onderzoeken. Ook waren ze in 2023 medeorganisator van de 15e internationale conferentie van de European Society for the Study of Tourette syndrome (ESSTS) in Brussel, waarbij wetenschappers, artsen, en andere professionals worden uitgenodigd om hun nieuwste wetenschappelijke inzichten en onderzoeken rond Tourette te delen.

## Europese Tourettes Awareness Day
Op 7 juni wordt naar jaarlijkse gewoonte de Europese Tourettes Awareness Day gehouden, een dag in het leven geroepen om aandacht te schenken aan het syndroom van Gilles de la Tourette. Op deze dag werkt Iktic-Jetique jaarlijks aan een bewustzijnscampagne.

## Media
Bestuursleden en leden van Iktic-Jetique deden reeds meermaals mee aan tv-programma's, radio-interviews en documentaires om bewustwording te creëren. Ook ondersteunde de organisatie reeds programma’s om een zo accuraat mogelijk beeld te scheppen van Tourette:
- Camping Karen & James (2017)[8]

- Radio-interview NJR[6]

- Drijfveer (documentaire over Tourette)[9]

- Taboe (2025)[10]

- Holy Sh!t (2025)[11]